# Hệ thống quản lý năng lượng
Hệ thống quản lý năng lượng (EMS) là một hệ thống các công cụ hỗ trợ máy tính được sử dụng bởi các nhà khai thác tiện ích điện, lưới điện theo dõi, kiểm soát tối ưu hóa và hiệu suất của việc phát và/hoặc hệ thống truyền tải. Các chức năng giám sát và kiểm soát được gọi là SCADA, các gói tối ưu hóa thường được gọi là các "ứng dụng nâng cao".
Công nghệ máy tính cũng được gọi là SCADA/EMS hoặc EMS/SCADA. Trong những khía cạnh này, thuật ngữ EMS sau đó không bao gồm các chức năng giám sát và kiểm soát, nhưng cụ thể hơn là đề cập đến các bộ tập thể của các ứng dụng mạng lưới điện và điều khiển thế hệ và các ứng dụng lập lịch trình.
Các nhà sản xuất EMS cũng thường được cung cấp tương ứng với mô phỏng đào tạo điều vận (DTS). Liên quan đến công nghệ này làm cho việc sử dụng của các thành phần của SCADA và EMS như một công cụ đào tạo cho các nhà khai thác trung tâm điều khiển. Nó cũng có thể có được một DTS độc lập từ một nguồn không EMS như EPRI

## Hệ thống điều hành
Tính đến đầu những năm 1990, nó đã được phổ biến để tìm các hệ thống EMS được cung cấp dựa trên các phần cứng và hệ điều hành độc quyền. Trước đó các nhà cung cấp EMS như Harris Controls (nay là GE), Hitachi, Cebyc, Siemens và Toshiba sản xuất phần cứng độc quyền của họ. Các nhà cung cấp EMS không sản xuất phần cứng riêng của họ thường dựa vào các sản phẩm được phát triển bởi Digital Equipment, Gould Electronics và MODCOMP. 11/780 VAX của Digital Equipment là một sự lựa chọn phổ biến trong một số nhà cung cấp EMS.
Khi hệ thống sở hữu độc quyền trở nên không kinh tế, nhà cung cấp EMS bắt đầu cung cấp các giải pháp dựa trên nền tảng công nghiệp phần cứng tiêu chuẩn như những người từ Digital Equipment (sau Compaq), HP, IBM và Sun. Các hệ điều hành phổ biến sau đó hoặc OpenVMS của DEC hoặc UNIX. Đến năm 2004, các nhà cung cấp EMS khác bao gồm cả Areva, ABB và OSI đã bắt đầu cung cấp giải pháp dựa trên Windows. Đến năm 2006 khách hàng đã có một sự lựa chọn của UNIX, LINUX Windows dựa trên hệ thống. Một số nhà cung cấp bao gồm Nari, PSI-CNI và Siemens vẫn tiếp tục cung cấp các giải pháp dựa trên UNIX. Nó bây giờ là phổ biến cho các nhà cung cấp để tích hợp các giải pháp dựa trên UNIX trên Solaris hoặc nền tảng IBM. Hệ thống EMS mới hơn dựa trên các máy chủ phiến  chiếm một phần nhỏ của không gian trước đây đòi hỏi. Ví dụ, một tủ giá của 16 máy chủ phiến chiếm nhiều không gian tương tự mà trước đây bị chiếm đóng bởi một máy chủ MicroVAX.

## Ý nghĩa khác

### Hiệu quả năng lượng
Trong một bối cảnh hơi khác nhau, EMS cũng có thể tham khảo một hệ thống trong một tổ chức để đạt được hiệu quả năng lượng thông qua cũng đặt ra các thủ tục và phương pháp, và để đảm bảo cải tiến liên tục, đó sẽ lây lan cao nhận thức về hiệu quả năng lượng trong suốt toàn bộ tổ chức.

### Kiểm soát tự động năng lượng tòa nhà
Hệ thống quản lý năng lượng hạn cũng có thể tham khảo một hệ thống máy tính được thiết kế đặc biệt cho các điều khiển tự động và giám sát của các cơ sở điện trong việc xây dựng một sản lượng tiêu thụ năng lượng đáng kể, chẳng hạn như các hệ thống sưởi, thông gió và chiếu sáng. Phạm vi có thể chiều dài của một tòa nhà duy nhất cho một nhóm của các tòa nhà chẳng hạn như các trường đại học, cao ốc văn phòng, mạng lưới cửa hàng bán lẻ hoặc các nhà máy. Hầu hết các hệ thống quản lý năng lượng cũng cung cấp phương tiện cho việc đọc công tơ điện, khí đốt và nước. Các dữ liệu thu được từ này sau đó có thể được sử dụng để thực hiện các thói quen tự chẩn đoán và tối ưu hóa trên cơ sở thường xuyên và phân tích xu hướng và dự báo tiêu thụ hàng năm.